# Hieronim Gracjan
Hieronim Gracjan, także Hieronim od Matki Bożej, właśc. hiszp. Jerónimo Gracián Dantisco (ur. 6 czerwca 1545 w Valladolid, zm. 21 września 1614 w Brukseli) – hiszpański duchowny, pierwszy prowincjał generalny zakonu karmelitów bosych.

## Życiorys
Urodził się 6 czerwca 1545 roku w Valladolid, jako syn Diega Graciana de Aldorete (sekretarza królów Karola V i Filipa II) i Juany de Antisco (córki Jana Dantyszka). Podstawowe wykształcenie odebrał w rodzinnym mieście i w kolegium jezuickim w Madrycie. W 1559 roku jego rodzina przeniosła się do Toledo, gdzie kontynuował naukę greki i sztuki, na Uniwersytecie w Alcalá de Henares. Podczas studiów wstąpił do zakonu jezuitów, a w 1564 roku uzyskał stopień magistra sztuk wyzwolonych. Następnie studiował filozofię i teologię, a 25 marca 1570 roku przyjął święcenia kapłańskie. Następnie przyłączył się do reformatorskiego ruchu Teresy z Ávili i 25 kwietnia 1572 wstąpił do nowo tworzącej się wspólnoty karmelitów bosych w Pastranie. Profesję wieczystą złożył 28 marca 1573 roku.
Wkrótce potem został prowikariuszem generalnym prowincji Andaluzja. W Sewilli założył konwent dla braci bosych i dla sióstr. W Beas spotkał się z Teresą z Ávili i rozmawiał z nią na temat przyszłości zakonu. Gdy nowym legatem został nieprzychylny reformom Filippo Sega wszystkich karmelitów bosych spotkały represje. 22 czerwca 1580 roku Grzegorz XIII rozdzielił zakony karmelitów trzewiczkowych i bosych, a rok później odbyła się kapituła generalna, na której wybrano Hieronima pierwszym prowincjałem zakonu. Jednym z jego najbliższych współpracowników był Jan od Krzyża. W 1585 roku kolejna kapituła wybrała na prowincjała Dorię, natomiast Hieronim został wikariuszem prowincjalnym Portugalii. Doria rozpoczął reformę zarządzania zakonem, która nie podobała się Hieronimowi. Z tego powodu Doria sfałszował przeciw niemu dowody i rozsiał złą sławę. Doprowadziło to do tego, że 17 lutego 1592 roku w Hieronim został wydalony z zakonu.
Udał się wówczas do Rzymu, by przedstawić sprawę Klemensowi VIII, jednak jego przeciwnicy go ubiegli i uprzedzili papieża. 27 stycznia 1593 roku Klemens zakazał Hieronimowi powrotu do karmelitów, lecz zalecił wstąpienie do innego zakonu o zatwierdzonej regule. W Gaecie wstąpił do augustianów i wkrótce potem miał udać się do Rzymu, lecz statek został porwany przez piratów i odpłynął do Bizerty. Po dwóch latach pracy w niewoli, Hieronimowi udało się uzbierać sumę pieniędzy, dzięki której został wykupiony przez Żyda nazwiskiem Simón. W 1595 roku powrócił do Genui, gdzie skąd wysłał listy z prośbą o możliwość powrotu do karmelitów bosych. 6 marca kolejnego roku papież zrehabilitował go i zezwolił na powrót do macierzystego zakonu. Aby nie zaogniać sytuacji przystąpił do karmelitów trzewiczkowych z zezwoleniem na praktykowanie zreformowanej reguły. W 1600 roku miał głosić nastanie Roku Jubileuszowego w Maroku. Zanim wyjechał przebywał w Hiszpanii, gdzie był przy swojej umierającej matce. Po powrocie z Afryki spotkał się z królem w Aranjuez, a następnie miał udać się do Mediolanu, na prośbę kardynała Federica Borromea. Ze względu na złą pogodę podróż nie odbyła się, a Hieronim zaczął pracę ewangelizacyjną w Kastylii i Walencji. W 1606 roku przyjął zaproszenie od arcyksięcia Albersa i udał się do Brukseli. Kontynuował pracę misyjną zwłaszcza w Persji, a około 1608/1609 roku został wybrany biskupem Cylicji, jednak nigdy nie przyjął sakry. Zmarł 21 września 1614 roku w Brukseli.